# Laterita

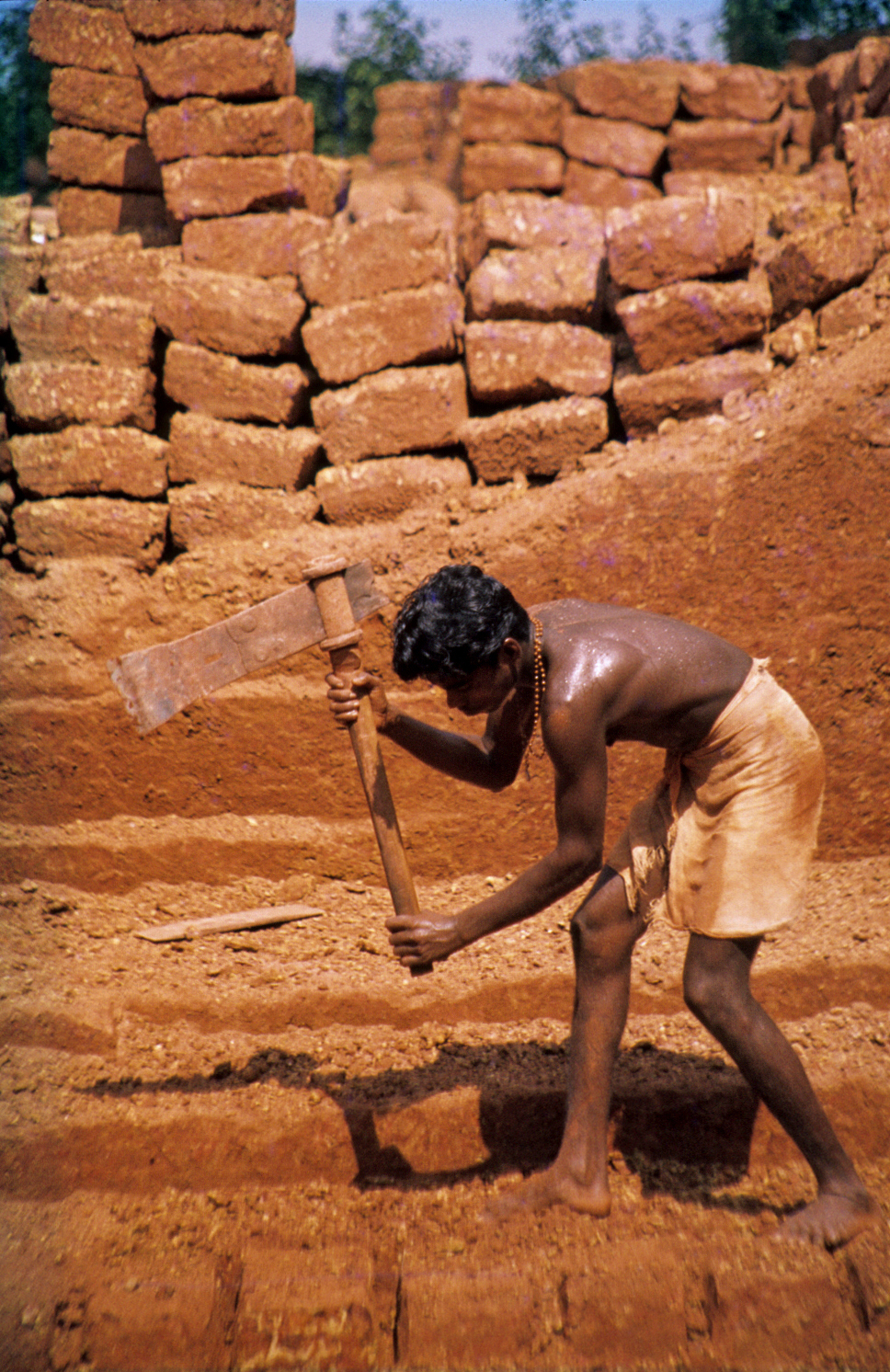
Elaboració de maons de laterita a Angadipuram, Índia.

La laterita és el sòl propi de les regions càlides, caracteritzat per la pobresa a sílice i el seu elevat tenor a ferro i alúmina.
A les regions equatorials i humides, l'aigua tèbia i una mica àcida altera els feldespats i allibera l'alúmina i els òxids de ferro, que romanen a la capa superficial, mentre que la sílice i els òxids alcalins són arrossegats per les aigües infiltrades. Es forma així una terra vermella, solta i fèrtil: la ferralita. Ara bé, en altres regions tropicals, l'existència d'estacions seques provoca un altre fenomen: la lateritizació o transformació d'aquestes terres aluminoferruginoses en una crosta ferralítica o closca, dura i espessa, que constitueix la laterita. Certs sòls laterítics consisteixen en bauxita, que és una mena d'alumini, i en caolinita, hematita i altres minerals. A més, moltes laterites contenen quars. Els òxids de ferro, la goethita i l'hematita li impregnen a les laterites el seu característic color bru vermellós.
La laterita desagregada pels agents de l'erosió, transportada per les aigües corrents i de rierols, i dipositada en el fons de les valls, constitueix l'anomenada laterita aluvional.
A l'Àfrica la laterita és considerada com la representació física de la deïtat Esu. L'orisha de la discòrdia i les cruïlles.